# Sebastian Stankiewicz
Sebastian Stankiewicz (ur. 8 stycznia 1978 w Bolesławcu) – polski aktor i artysta kabaretowy, członek Kabaretu na Koniec Świata. Laureat nagrody za najlepszą rolę drugoplanową w filmie Pan T. na 44. Festiwalu Polskich Filmów Fabularnych w Gdyni.

## Życiorys

### Wykształcenie
Pięciokrotnie bezskutecznie zdawał na wydziały aktorskie. W 2006 ukończył studia na Wydziale Lalkarskim we wrocławskiej filii PWST w Krakowie.

### Kariera aktorska
Współpracuje z Teatrem Dramatycznym im. Jerzego Szaniawskiego w Wałbrzychu, Teatrem Muzycznym „Capitol” we Wrocławiu i Teatrem Dramatycznym w Warszawie. Jest członkiem działającego przy Teatrze Dramatycznym Kabaretu na Koniec Świata, gdzie odtwarza m.in. rolę wuefisty, pana Miecia, w cyklu skeczów Rada pedagogiczna.
Wystąpił w serialu komediowym Ucho Prezesa. W 2019 dołączył do stałej obsady serialu Świat według Kiepskich jako Oskar, adorator Marioli Kiepskiej. Wcześniej występował w tym serialu w rolach epizodycznych.
Podczas 44. Festiwalu Polskich Filmów Fabularnych w Gdyni odebrał nagrodę za najlepszą rolę drugoplanową w filmie Pan T..

### Pozostałe przedsięwzięcia
Wystąpił w teledyskach do piosenek DJ-a Remo „My Music Song” (2007) i „You can dance” oraz coveru „Is This Love” grupy The Audio Thieves.
W programie muzycznym Polsatu Wstawaj! Gramy! wcielał się w postać Mariana Skowronka, przeprowadzającego sondy uliczne.
Był uczestnikiem dziewiątej edycji programu rozrywkowego Polsatu Dancing with the Stars. Taniec z gwiazdami (2019).
Wystąpił w kampanii społecznej stacji telewizyjnej Comedy Central pod nazwą Idź na wybory. Przejdź do historii zachęcającej do udziału w wyborach do Sejmu i Senatu (2019).

## Filmografia
- 1999: Szczęście w nie szczęściu (etiuda szkolna) – On
- 2001: Adam i Ewa – kurier (odc. 4)
- 2004: Ćma (etiuda szkolna) – chłopak
- 2005: Pierwsza miłość – drużba na weselu Emilki i Andreja (odc. 132)
- 2005: Fala zbrodni – Korzeń (odc. 46)
- 2006: Niania – sprzedawca w sklepie obuwniczym (odc. 57)
- 2006: Kryminalni – policjant z miasteczka (odc. 57)
- 2006: Królowie śródmieścia – sprzedawca (odc. 1-2)
- 2006: Hela w opałach – Kamil (odc. 4)
- 2007: Odwróceni – policjant (odc. 7)
- 2007: Nowe legendy miejskie – fryzjer, pan Sówka (odc. 1)
- 2007: Nie panikuj! – Radosław
- 2007: Sędzia Anna Maria Wesołowska – Zbigniew Skowronek (odc. 155)
- 2008: Zabójcze nagranie – Królik
- 2008: Pisuardessa (etiuda szkolna) – facet
- 2008: Czarny (film) – Kuter
- 2008: 39 i pół – ekspedient (odc. 3)
- 2009: Zamiana – Moskit, asystent w telewizji
- 2009: Teraz i zawsze – Antek
- 2009: Świat według Kiepskich – Robert (odc. 320)
- 2009: Ryszard (etiuda szkolna) – Klaun-morderca
- 2009: Popiełuszko. Wolność jest w nas – oficer śledczy
- 2009: Dom nad rozlewiskiem – turysta (odc. 1)
- 2009: Dekalog 98+ – haker Wiktor (odc. 10)
- 2009: Contact High – świński policjant
- 2009: Brzydkie słowa (etiuda szkolna) – Potfur
- 2009: Pierwsza miłość – matematyk Arkadiusz
- 2009: 350 km (etiuda szkolna) – pracownik stacji benzynowej
- 2010: Śmierć czeskiego psa (etiuda szkolna) – kanar
- 2011: Prosto w serce – sprzedawca hot-dogów (odc. 13)
- 2011: Ojciec Mateusz – pracownik Unibudu (odc. 74)
- 2011: Listy do M. – realizator Misiek
- 2011: Daleko od noszy. Szpital futpolowy – pacjent z poranioną dłonią (odc. 5)
- 2012: Galeria – Znachor
- 2012: Świat według Kiepskich – Wilhelm (odc. 388)
- 2012: Reguły gry – pan młody (odc. 12)
- 2012: Dziewczyna z szafy – pan Andrzej
- 2012: Bez wstydu – nabywca dywanu
- 2013: To twoja wina (etiuda szkolna) – Olek
- 2013: Rodzinka.pl – bywalec wyścigów (odc. 107)
- 2013: Ranczo (serial telewizyjny) – Zwinek (odc. 86, 88)
- 2013: Opera z mydła (etiuda szkolna) – pasażer
- 2013: Na dobre i na złe – Janek Woźniak (odc. 529)
- 2013: Komisarz Alex – sprzedawca w sklepie kynologicznym (odc. 30)
- 2013: Hevy Mental – pracownik techniczny
- 2013: Gniazdo (etiuda szkolna) – sprzedawca
- 2013: Bobry – Smród
- 2013: Bilet na księżyc – cinkciarz
- 2014: Trashhhh! – filozof
- 2014: Ojciec Mateusz – Szymon (odc. 154)
- 2014–2015: Na sygnale – Stefan Wichura (odc. 5, 24, 26-27, 67, 69)
- 2014: Lekarze nocą – niski pacjent (odc. 11)
- 2014: Koronacja (spektakl telewizyjny) – kumpel
- 2014: Kino (film) – Paweł
- 2014: Gorzko, gorzko! (etiuda szkolna) – wodzirej Elvis
- 2014: Fragmenty (etiuda szkolna) – Arek
- 2014: Dżej dżej – policjant
- 2014: Baron24 – wspólnik szejka (odc. 4)
- 2014: Arbiter uwagi – człowiek o kuli
- 2015: Wkręceni 2 – taksówkarz
- 2015: Słaba płeć? – Grzegorz
- 2015: Prawo Agaty – Misiek (odc. 84)
- 2015: Ojciec Mateusz – instruktor nauki jazdy (odc. 163)
- 2015: Listy do M. 2 – realizator Misiek
- 2015: Klub włóczykijów i tajemnica dziadka Hieronima – Włodek
- 2015: Disco polo – portier w hotelu Marriott
- 2015: Człowiek bez twarzy (spektakl telewizyjny) – Piotr
- 2015–2016: Singielka – Patryk Grabski, redaktor sportowy
- 2016: Szkoła uwodzenia Czesława M. – producent
- 2016: Bodo – Grzegorz, tragarz zwłok (odc. 4)
- 2016: 7 rzeczy, których nie wiecie o facetach – bezdomny
- 2017: Za marzenia – pracownik rowerowni (odc. 2)
- 2017: Ojciec Mateusz – Gienek „Generał” Strachoń, kolega Lucjanta (odc. 225)
- 2017: Gotowi na wszystko. Exterminator – Tomasz „Cypek” Cypryniak
- 2017: Druga szansa – policjant (odc. 9)
- 2017: Diagnoza – mąż Joli (odc. 3-4)
- 2017: Człowiek z magicznym pudełkiem – Bernard
- od 2017: Barwy szczęścia – Ryszard Gawron - Ricardo
- 2017: Bar mar-twych (etiuda szkolna) – klient
- 2017: Amok – Kamil
- 2018: Plagi Breslau – operator
- 2018: Okna, okna – Tadek
- 2018: O mnie się nie martw – instruktor Rysiek (odc. 111)
- 2018: Łowcy – facet z psem
- 2018: Kill (etiuda szkolna) – kościelny
- 2019: Pan T. – Filak
- 2019: Na dobre i na złe – Kownacki (odc. 738)
- 2019: Lekcja o seksie – uczestnik kursu
- 2019: Festyn – gruby ksenofob
- 2019: Ikar. Legenda Mietka Kosza – byczek w krakowskiej restauracji
- 2019–2021: Świat według Kiepskich – Oskar (odc. 562-589)
- 2019: Jak poślubić milionera – szef Alicji
- 2019: Pierwsza miłość – Fikoł
- 2020: Brigitte Bardot cudowna – Staszek
- 2020: W lesie dziś nie zaśnie nikt – brat Mariusza
- 2020: Ludzie i bogowie – Szamała (odc. 1, 2)
- 2020: 25 lat niewinności. Sprawa Tomka Komendy – więzień „Gruby”
- 2020: Królestwo kobiet – Stach (odc. 6)
- 2020: Żywioły Saszy – Mieczysław Orkisz „Cybant”
- 2021: Gierek
- 2021: 25 lat niewinności (serial) – więzień „Gruby” (odc. 1-4)
- 2021: Sexify – Jabba
- 2021: Furioza – "Buła"
- 2021: Hiacynt – Maciek
- 2022: Niebezpieczni dżentelmeni – dowódca żandarmerii
- 2022: Gdzie diabeł nie może, tam baby pośle – Kazimierz Baczek
- 2023: Gdzie diabeł nie może, tam baby pośle 2 – Kazimierz Baczek
- 2023: Akademia pana Kleksa – Mateusz
- 2023: Tajemnice Polskich Fortun – Kazimierz Bączek vel Poniatowski
- 2024: Kleks i tajemnica Filipa Golarza – Mateusz
- 2024: Kulej. Dwie strony medalu – masażysta Stasio

Teledyski
- 2021: PRO8L3M feat. Vito Bambino – „Ritz Carlton (Remix)” lub „Furioza”[7]